# Thedinghausen
Thedinghausen är en kommun och ort i Landkreis Verden i förbundslandet Niedersachsen i Tyskland. 
Kommunen bildades 1 april 1908 genom en sammanslagning av de tidigare kommunerna Bürgerei, Hagen och Westerwisch och utökades 1 juli 1972 när kommunerna Dibbersen-Donnerstedt, Eißel, Holtorf-Lunsen, Horstedt och Werder uppgick i Thedinghausen följt av Morsum 1 november 2006.
Kommunen ingår i kommunalförbundet Samtgemeinde Thedinghausen tillsammans med ytterligare tre kommuner.

## Historia
Thedinghausen var ett amt beläget på vänstra stranden av floden Weser, omkring dess biflod Eyter, som i westfaliska freden 1648 tillföll Sverige, men förlorades igen vid freden i Celle 1679 till huset Lüneburg och senare till Hertigdömet Braunschweig.